# Приветствие Диксона
«Приветствие Диксона» (англ. Dickson greeting) — немой короткометражный фильм Уильяма Диксона, снятый в лаборатории Томаса Эдисона при помощи первого работоспособного варианта кинетографа с горизонтальным ходом 19-мм киноплёнки.
В этом фильме Диксон жестикулирует шляпой, приветствуя зрителей. Впервые фильм был показан 20 мая 1891 года участницам Национальной организации женских клубов США. Считается одним из первых фильмов в истории кинематографа, и возможно, первым снятым на перфорированную киноплёнку. За полтора года до его премьеры короткий киноролик «Сцена в саду Раундхэй» был снят на рулонную фотобумагу изобретателем Луи Лепренсом.
Легенда о том, что фильм «Приветствие Диксона» был первым звуковым, скорее всего, порождена исторической путаницей. Первым фильмом с синхронной фонограммой для кинетофона считается «Экспериментальный звуковой фильм Диксона», созданный предположительно в 1894 или 1895 году.

## В ролях
- Уильям Диксон